# Remy Hogenboom
Remy Hogenboom (3 mei 1996) is een Nederlands presentator en acteur. Hij heeft zijn naamsbekendheid voornamelijk te danken als testteamlid bij Checkpoint en als presentator van Zapp Your Planet.

## Levensloop
Hogeboom maakte in het voorjaar van 2013 zijn acteerdebuut in de RTL 8-serie Het imperium, als de jonge Menzo. Een jaar later, in het voorjaar van 2014, maakte hij zijn debuut als testteamlid in het achtste seizoen van het EO-jeugdprogramma Checkpoint. Hij was dertien seizoen te zien in het programma tot hij in 2020 ermee stopte. In deze hoedanigheid deed Hogenboom ook mee aan theatervoorstellingen van Checkpoint en was hij in het najaar van 2020 te zien in Checkpoint Champion waarbij hij als tweede eindige.
Daarnaast was Hogenboom in 2018 te zien in Zappmissie: de tweede dimensie en vertolkte hij een gastrol als Ryan in de televisieserie SpangaS op zomervakantie.
Nadat Hogenboom in 2020 stopte met Checkpoint ging hij aan de slag als presentator van het televisieprogramma Zapp Your Planet, dat wekelijks door de NTR op NPO Zapp werd uitgezonden. Hij presenteerde dit programma van september 2020 tot en met mei 2021 samen met Manon Hoijtink en Toon Maasen en later ook afwisselend met Janouk Kelderman en Nienke de la Rive Box.
Hogenboom was vervolgens in 2022 als kandidaat te zien in het SBS6-programma Million Dollar Island dat werd uitgezonden van maart tot juni 2022. Hij wist ruim 45 dagen op een onbewoond eiland te overleven en was een van de winnaars. Hogenboom won in de finale 120 duizend euro.

## Filmografie

### Film
- 2024: Game On, als Maron

### Televisie

#### Als acteur
- 2013: Het imperium, als jonge Menzo
- 2018: SpangaS op zomervakantie, als Ryan

#### Overig
- 2014-2020: Checkpoint, als testteamlid
- 2018: Zappmissie: de tweede dimensie, als testteamlid
- 2020: Checkpoint Champion, als testteamlid
- 2020-2021: Zapp Your Planet, als presentator
- 2022: Million Dollar Island, als kandidaat
- 2022: De Alleskunner Vips, als kandidaat

## Theater
- 2016, 2018-2020: Checkpoint in het theater